# Рицолага-Камполонго (Тренто)
Рицолага-Камполонго је насеље у Италији у округу Тренто, региону Трентино-Јужни Тирол.
Према процени из 2011. у насељу је живело 503 становника. Насеље се налази на надморској висини од 1019 м.